# Lambrecht
Lambrecht es una localidad perteneciente al distrito de Bad Dürkheim, en Renania-Palatinado, Alemania. Está situada a escasos seis kilómetros al noroeste de Neustadt an der Weinstraße. Es la sede del Verbandsgemeinde de Lambrecht, que incluye a las localidades de Elmstein, Esthal, Frankeneck, Lambrecht, Lindenberg, Neidenfels y Weidenthal.

## Geografía
El municipio se localiza en el Palatinado y, concretamente, en el centro del Bosque del Palatinado. Por la localidad transcurre el río Speyerbach. El monte más alto que forma parte de su término es el Kaisergarten, con una altitud de 519 metros sobre el nivel del mar.

## Uso del territorio
Los 8,32 kilómetros cuadrados de extensión de Lambrecht se distribuyen de la siguiente manera:
- Edificios y fincas: 86 hectáreas.
- Caminos, calles y similares: 41 hectáreas.
- Uso comercial: 25 hectáreas.
- Bosque: 655 hectáreas.
- Aguas abiertas: 3 hectáreas.
- Otros usos: 22 hectáreas.

## Historia
El primer documento en el que se nombre Lambrecht data del año 977. Ese año Otto I, Duque de Carintia, donó el convento benedictino de Sankt Lambrecht al pueblo de Grevenhausen. El convento fue disuelto en el año 1553. En 1568, las instalaciones en desuso del convento, así como sus campos sirvieron, gracias a la intervención de Federico III del Palatinado, de refugio a valones que habían sido expulsados de su tierra.
Hacia el año 1838, los vecindarios de Sankt Lambrecht y de Grevenhausen se unieron. En 1849 Lambrecht pasó a contar con una parada de ferrocarril cuando la sección entre Neustadt y Frankenstein del Ferrocarril de Mannheim–Saarbrücken se inauguró, completando la línea Rhein-Saar de transporte de carbón. 
Desde diciembre de 1887, Lambrecht adquirió derechos de ciudad.
El 1 de marzo de 1972 se formó el Verbandsgemeinde de Lambrecht. Las actividades administrativas se asumieron el 1 de enero de 1973. 

## Religión
De los habitantes de Lambrech, alrededor del 44% eran evangélicos y un 31% católicos, mientras que el resto de la población profesaba otras religiones o no estaba adscrita a ninguna, según datos de 2007.

## Economía
Durante mucho tiempo, Lambrecht fue conocida como una ciudad donde se elaboraban tejidos. Con los valones que emigraron allí desde Bélgica en el siglo XVI, una floreciente industria del tejido creció en Lambrecht. Y fue en la Wallonenstrasse (calle de los Valones), una vía ubicada en el centro de la ciudad, donde surgieron muchos negocios relacionados con los tejidos.
Tras la revolución industrial, muchos de los negocios no dieron el salto al nuevo modelo de producción fabril. Aun así, en 1931 todavía permanecían siete fábricas de tejidos en la localidad, y no fue hasta los años sesenta del pasado siglo cuando finalmente desapareció esta industria tras varios siglos. 

## Cultura, edificios singulares y monumentos
- Karl-Marx-Straße 14 - año 1606.

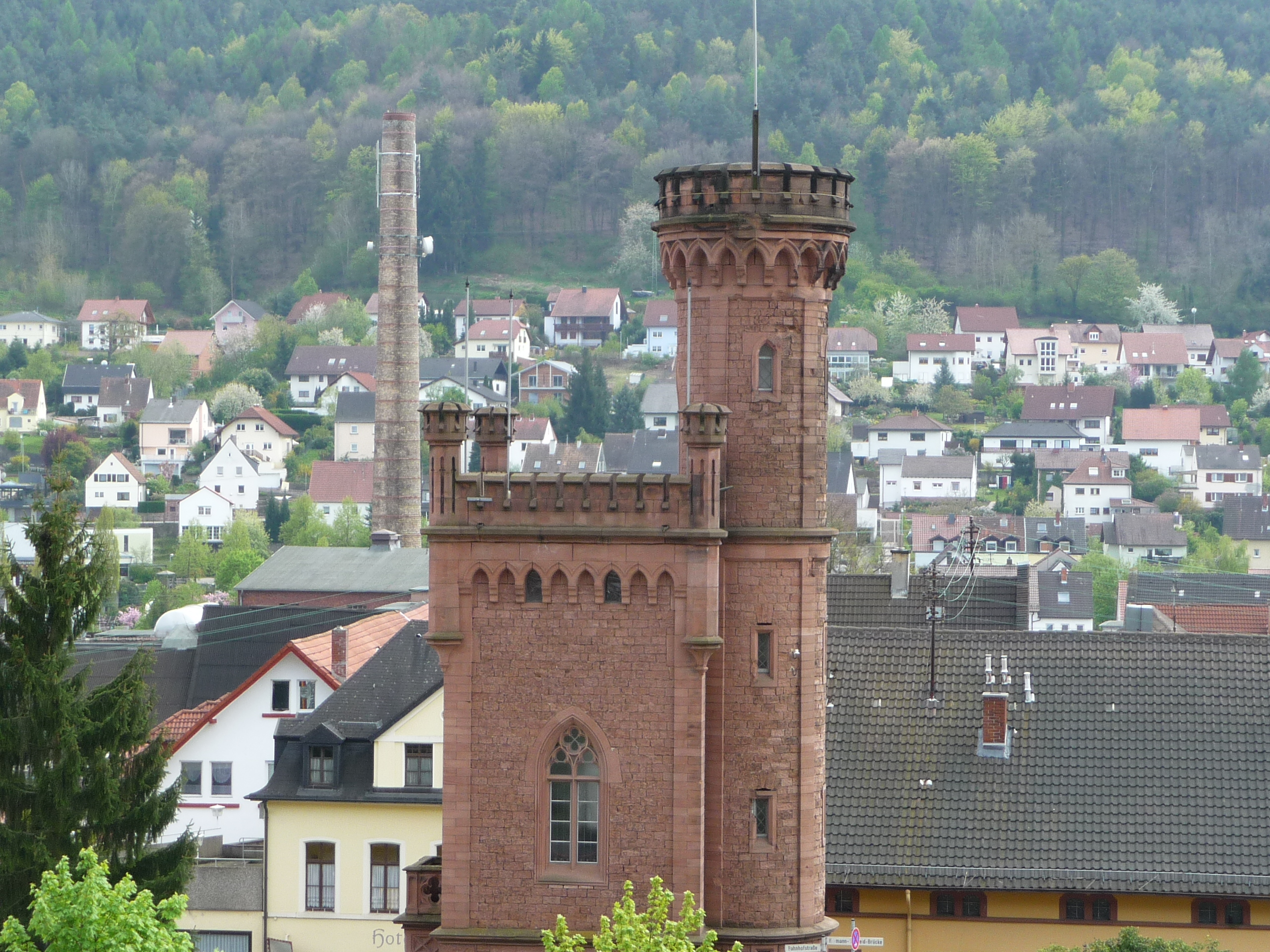
Postturm en Lambrecht

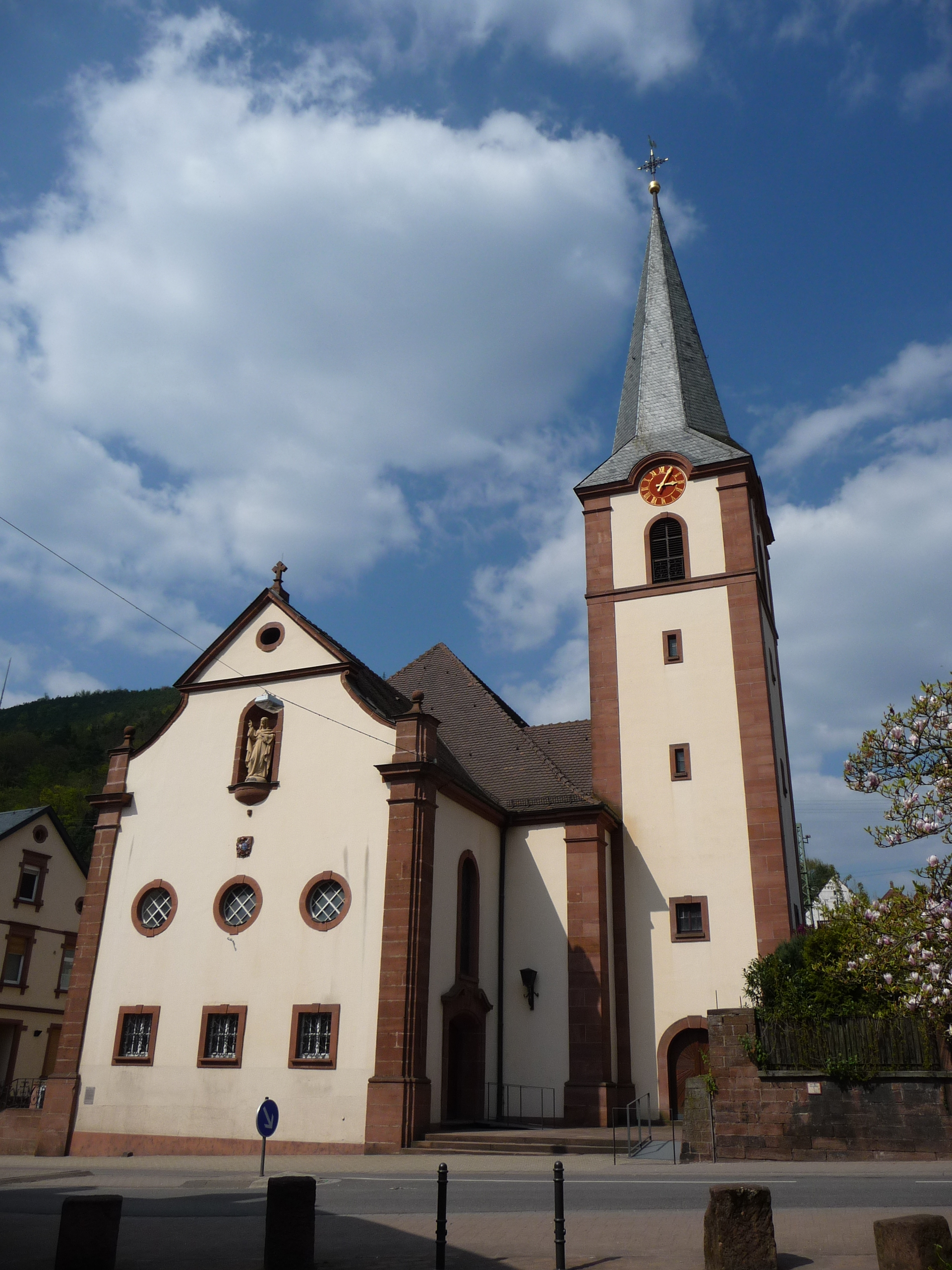
Iglesia católica de Lambrecht

- Wallonenstraße 11 - año 1607/1608.  Restaurado entre 2004 y 2006, actual ayuntamiento de la localidad.
- Untermühle (“Molino de Abajo”) – año 1743.
- Antigua Iglesia-Convento de las Dominicas – año 1320, actual iglesia protestante.
- Iglesia católica del Corazón de Jesús (Herz Jesu) – conserva elementos del año 1750, aunque la mayoría de la estructura actual data del año 1953.
- Postturm – año 1884. Construida por Carl Marx según el modelo de Miramare.
- Villa Marx.
- Villa Haas.
- Órgano de Johann Georg Geib en la Antigua Iglesia-Convento de las Dominicas - año 1777.
- Dicker-Stein-Turm – torre de observación.
- Memorial Edith Stein.
- Glaß-Art-Collektion.

- Datos: Q628198
- Multimedia: Lambrecht (Pfalz) / Q628198

1. ↑  Worldpostalcodes.org, código postal n.º 67466.